# Oscar Engelstad
Oscar Aleksander Engelstad (Oslo, 2 novembre 1882 – Oslo, 17 luglio 1972) è stato un ginnasta norvegese.

## Palmarès

### Olimpiadi
- 1 medaglia:
  - 1 bronzo (Stoccolma 1912 nel concorso svedese a squadre)